# سلفورد، بدفوردشر
سلفورد (به انگلیسی: Salford) یک روستا در بریتانیا است که در Hulcote and Salford واقع شده‌است.